# Assa-Zag
Assa-Zag é uma província de Marrocos, que pertence administrativamente a região de Guelmim-Oued Noun. Possui uma superfície 27 000 km², e a sua população em 2014 era de 44.124 habitantes, tendo como capital a cidade de Assa.
Nota: Parte da província pertence ao Saara Ocidental, um território onde a legitimidade da administração marroquina não é reconhecida por muitos países nem pela Organização das Nações Unidas.

## Limites
Os limites da província são:
- Norte com as províncias de Guelmim e Tata.[4]
- Oeste com as províncias de Guelmim e Tan Tan.[4]
- Sul com a província de Essmara/Saara Ocidental.[4]
- Leste com a Argélia.[4]

## História
Entre 1912 a 1958 pertenceu ao protetorado do Sul de Marrocos, do então protetorado Espanhol de Marrocos. Entre 1946 e 1958 foi administrado como parte da África Ocidental Espanhola. A atual província foi criada em 19 de Maio de 1991. Desde 2014 está integrada na região de Guelmim-Oued Noun.

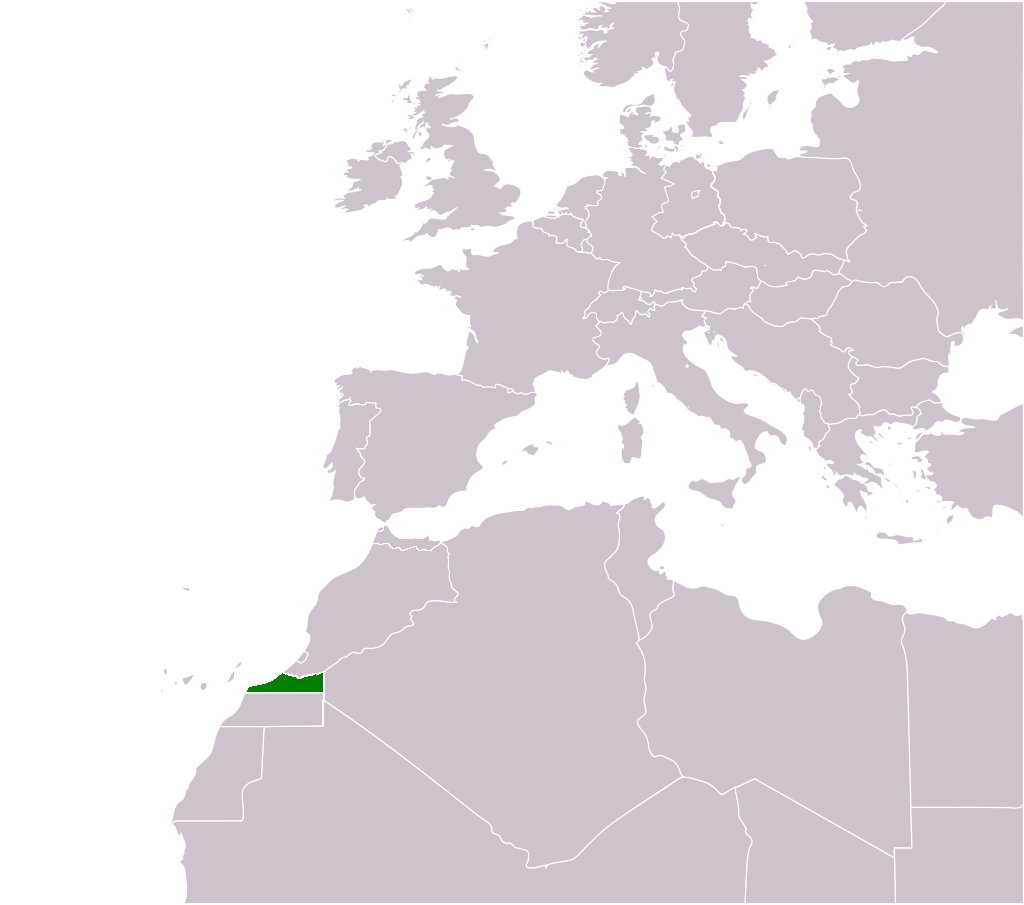
Localização da zona Sul, do protetorado Espanhol de Marrocos.

## Demografia

### Crescimento demográfico
O crescimento demográfico da província foi a seguinte:
| 1994   | 2004   | 2014   |
| ------ | ------ | ------ |
| 21 848 | 43 535 | 44 124 |

### População urbana e rural
Em 2014 a população urbana constituía 61,95% do total da província.
|                  | 2004   | 2014   |
| ---------------- | ------ | ------ |
| População urbana | 25.558 | 27.333 |
| População rural  | 17.977 | 16.791 |
| Total            | 43.535 | 44.124 |

## Organização Administrativa
A província está dividida em 2 Municípios e 2 círculos (que por sua vez se divide em 7 comunas).

### Subdivisões administrativas
Nas áreas urbanas a província divide-se em municípios. Nas áreas rurais a província divide-se em comunas. As comunas contiguas constituem círculos.

#### Os Municípios
As áreas urbanas da província constituem 2 municípios.
| Municípios | Área   | Habitantes | Habitantes | Habitantes |
| Municípios | em km² | 2014       | 2004       | 1994       |
| ---------- | ------ | ---------- | ---------- | ---------- |
| Assa       | 46,7   | 14 570     | 12 905     | 8 323      |
| Zag        | 3.320  | 12 763     | 12 653     | 2 759      |

#### Os círculos e as comunas
As áreas rurais da província constituem 5 comunas, agrupadas em 2 círculos.

##### Circulo de Assa
Circulo constituído por 3 comunas, tinha 10 455 habitantes em 2014.
| Comuna          | Área (em km²) | Habitantes em 2014 | Habitantes em 2004 | Habitantes em 1994 |
| --------------- | ------------- | ------------------ | ------------------ | ------------------ |
| Touizgui        | 1 796         | 5 022              | 4 177              | 5 463              |
| Aouint Yghomane | 1 150         | 3 042              |                    |                    |
| Aouint Lahna    | 172           | 2 391              |                    |                    |

##### Circulo de Zag
Circulo constituído por 2 comunas, tinha 6 336 habitantes em 2014.
| Comuna     | Área (em km²) | Habitantes em 2014 | Habitantes em 2004 | Habitantes em 1994 |
| ---------- | ------------- | ------------------ | ------------------ | ------------------ |
| Al Mahbass | 3.600         | 4.208              | 7,731              | 1.193              |
| Labouirat  | 6.592         | 2.128              |                    |                    |

## Geografia e clima
A província pode ser dividida em duas grandes zonas naturais: A norte e Nordeste a zona subsaariana e a sul e sudoeste a zona do Saara.

### Relevo
A norte da província encontramos o extremo sul do maciço de Jbel Bani cuja altitude varia entre os 1100 e os 1300 m. Seguindo em direção a sul, encontramos o vale Oued Drâa, que constitui uma caleira dos dois principais Uádi que atravessam a região. Entre Assa e Zag encontramos o Jbel Ouarkiz com uma altitude de 400 a 800 m. A sul e a leste de Jbel Ouarkziz encontra-se a depressão Bétana cuja altitude desce gradualmente dos 600 m para os 300 m e onde emergem os maciços denominados Grara. Para Sul e Este, estende-se o vasto planalto de Hamadas caracterizado por altitudes que oscilam entre os 530 m e os 610 m. A zona montanhosa, ocupa aproximadamente 10% da área da província.

### Clima
A província é caracterizada por um clima árido do tipo saariano, caracterizado por invernos frios e verões quentes e secos. A quantidade de precipitação num ano normal é de 100mm e a a temperatura varia entre 12°c e 50°c.

### Hidrologia
O potencial hídrico da província é composto por Uádis e águas subterrâneo. As inundações constituem um importante recurso para a agricultura de subsistência e para a reposição do nível freático.

## Economia

### Agricultura
A área agrícola útil em 2018 era de 15.820 ha, dos quais 15.000 ha de agricultura de espalhamento da água de inundação (Faid) e 820 ha eram de agricultura de irrigação. A agricultura emprega 62% da população ativa e é dominada pelo cultivo de oliveiras, tamareiras e pela criação de cabras.